# Traité de Constantinople (1590)
Pour les articles homonymes, voir Traité de Constantinople.

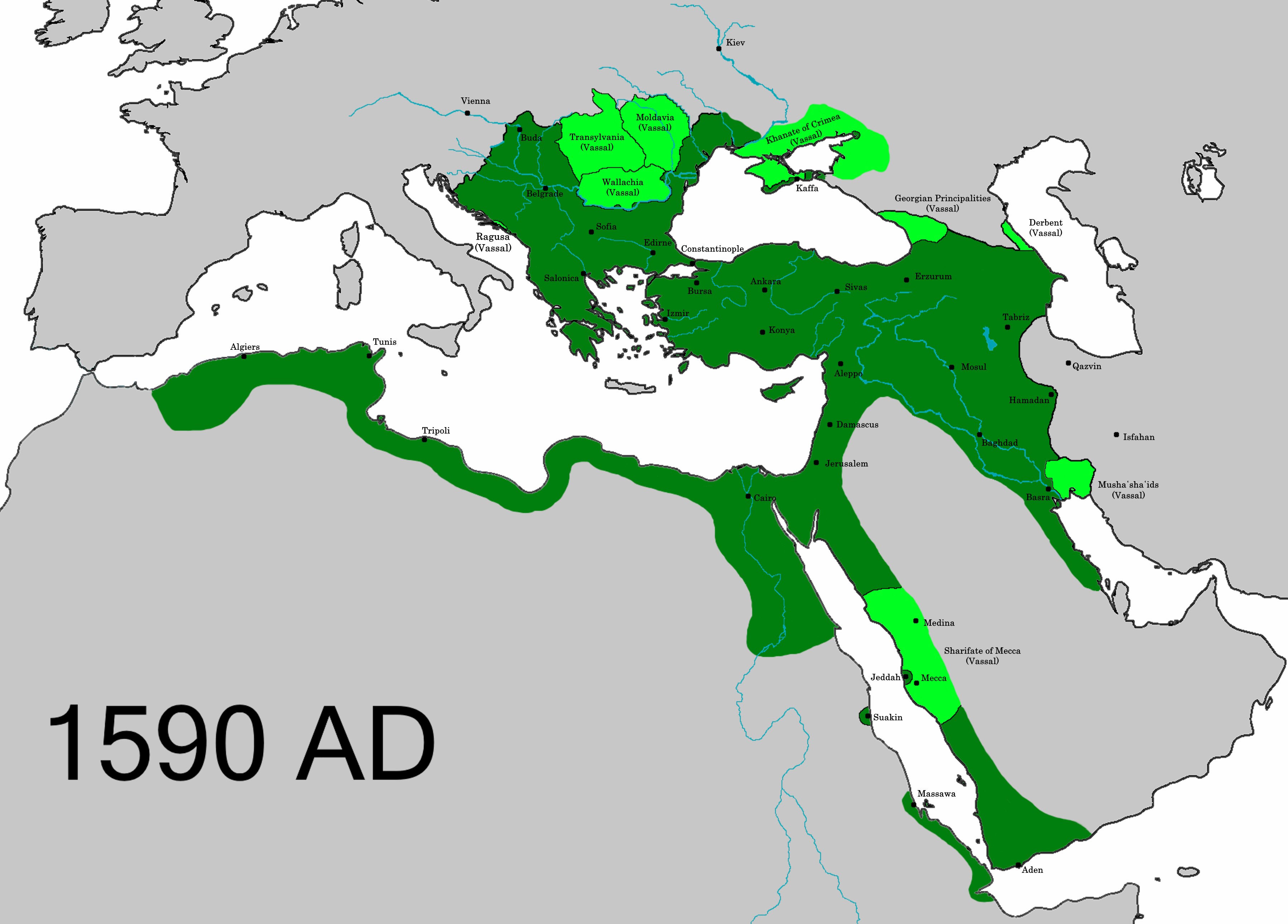
L'Empire ottoman et ses états vassaux en 1590. Suite du traité de Constantinople.

Le traité de Constantinople, également connu sous le nom de paix d'Istanbul, ou traité de Ferhad Pacha (turc : Ferhat Paşa Antlaşması), est un traité entre l'Empire ottoman et l'Empire perse safavide mettant fin à la guerre ottomane-safavide de 1578-1590. Il est signé le 21 mars 1590 à Constantinople (aujourd'hui Istanbul).
La guerre commence lorsque les Ottomans, alors gouvernés par Mourad III, envahissent les possessions safavides en Géorgie, pendant une période de faiblesse safavide. Avec l'empire assiégé sur de nombreux fronts et son contrôle domestique en proie à des guerres civiles et à des intrigues de cour, le nouveau roi safavide Abbas Ier, qui avait été placé sur le trône en 1588, opte pour une paix inconditionnelle, qui conduira au traité qui met fin à douze ans d'hostilités entre les deux principaux rivaux. Alors que la guerre et le traité sont un succès pour les Ottomans et hautement désavantageux pour les Safavides, le nouveau statu quo s'avère de courte durée et, dans les hostilités suivantes, plusieurs années plus tard, toutes les pertes safavides furent récupérées.

## Guerre
Au moment où la guerre commence, l'Empire safavide est dans un état chaotique sous son faible dirigeant, Mohammad Khodabandeh. Dans les combats qui en résultèrent, les Ottomans avaient réussi à prendre la plupart des provinces safavides de l'Azerbaïdjan (y compris l'ancienne capitale Tabriz), de la Géorgie (Kartli, Kakheti, Samtskhe-Meskheti oriental), du Karabagh, d'Erivan, de Shirvan et du Khouzistan, malgré la contre-attaque initialement réussie de Mohammad Khodabanda,. Quand Abbas Ier réussi à monter au trône en 1588, le royaume Safavid est toujours en proie à des problèmes domestiques et ainsi les Ottomans réussissent à pousser plus loin, prenant Bagdad cette même année et Gandja peu de temps après. Confronté à encore plus de problèmes (c'est-à-dire les guerres civiles, les soulèvements et la guerre contre les Ouzbeks dans la partie nord-est du royaume), Abbas Ier accepte de signer un traité humiliant avec des conditions désavantageuses,.

## Traité
Selon les termes du traité, l'Empire ottoman conserve la plupart de ses gains territoriaux conquis pendant la guerre. Ceux-ci comprennent la plus grande partie du sud du Caucase (qui comprenait les domaines safavides en Géorgie, composés des royaumes de Kartli et Kakheti et la partie orientale de la principauté de Samtskhe-Meskheti, ainsi que la province d'Erivan, Karabakh et Shirvan), la province d'Azerbaïdjan(y compris Tabriz, mais pas Ardabil, qui est resté aux mains des Safavides), Lorestan, Daghestan, la plupart des parties restantes du Kurdistan, Shahrizor, Khouzistan, Bagdad et la Mésopotamie. Une clause est incluse dans le traité stipulant que les Safavides doivent cesser de maudire les trois premiers califes,, comme cela était courant depuis le premier grand traité ottoman-safavide, à savoir la paix d'Amasya (1555). Les Perses acceptent également de rendre hommage aux chefs religieux de confession sunnite.

## Conséquences
Le traité est un succès pour l'Empire ottoman, car de vastes territoires avaient été annexés. Cependant, le nouveau statu quo n'a pas duré longtemps. Abbas Ier utilisera le temps et les ressources résultant de la paix sur le front principal avec les Ottomans, pour traiter avec succès les autres problèmes (y compris les Ouzbeks et autres révoltes), en attendant le moment propice pour regagner ses biens,. Quand l'Empire ottoman, pendant le règne du jeune sultan Ahmed Ier, était en lutte avec les révoltes des Celali, il a pu regagner la plupart de ses pertes, que l'Empire ottoman a dû accepter dans le traité de Nasuh Pacha, 22 ans après ce traité.

## Voir également
- Guerre ottomano-safavide (1603–1618)
- Liste de traités

### Sources
- David Blow, Shah Abbas: The Ruthless King Who Became an Iranian Legend, I.B.Tauris, 2009 (ISBN 978-0857716767, lire en ligne)
- Iorga, Nicolae: Geschichte des Osmanischen Reichs Vol. III, (traduction: Nilüfer Epçeli) Yeditepe Yayınları, 2009  (ISBN 975-6480-20-3)
- Willem Floor, Safavid Government Institutions, Costa Mesa, California, Mazda Publishers, 2001 (ISBN 978-1568591353)
- Iran and the World in the Safavid Age, I.B.Tauris, 2015 (ISBN 978-1780769905)
- Rudolph P. Matthee, The Politics of Trade in Safavid Iran: Silk for Silver, 1600-1730, Cambridge University Press, 1999 (ISBN 978-0521641319)
- Josef W. Meri et Jere L. Bacharach, Medieval Islamic Civilization: L-Z, index, Taylor & Francis, 2006 (ISBN 978-0415966924), p. 581
- Conflict and Conquest in the Islamic World: A Historical Encyclopedia, ABC-CLIO, 2011 (ISBN 978-1598843361), « Ottoman-Safavid Wars »
- Colin p. Mitchell, The Practice of Politics in Safavid Iran: Power, Religion and Rhetoric, I.B.Tauris, 2009 (ISBN 978-0857715883)
- H. R. Roemer, The Cambridge History of Iran, vol. 6, Cambridge University Press, 1986 (ISBN 978-1139054980), « The Safavid Period »
- Andrew J. Newman, Safavid Iran: Rebirth of a Persian Empire, I.B.Tauris, 2012 (ISBN 978-0857716613)